# Dompierre (Vosges)
Dompierre ist eine französische Gemeinde mit 240 Einwohnern (Stand 1. Januar 2022) im Arrondissement Épinal des Départements Vosges. Sie liegt im Kanton Bruyères und ist Mitglied des Kommunalverbandes Agglomération d’Épinal.

## Bevölkerungsentwicklung
| Jahr                      | 1962 | 1968 | 1975 | 1982 | 1990 | 1999 | 2007 | 2014 |
| ------------------------- | ---- | ---- | ---- | ---- | ---- | ---- | ---- | ---- |
| Einwohner                 | 181  | 171  | 140  | 198  | 225  | 255  | 269  | 276  |
| Quelle: Cassini und INSEE |      |      |      |      |      |      |      |      |

## Sehenswürdigkeiten
- Stephanskirche (Église Saint-Étienne)

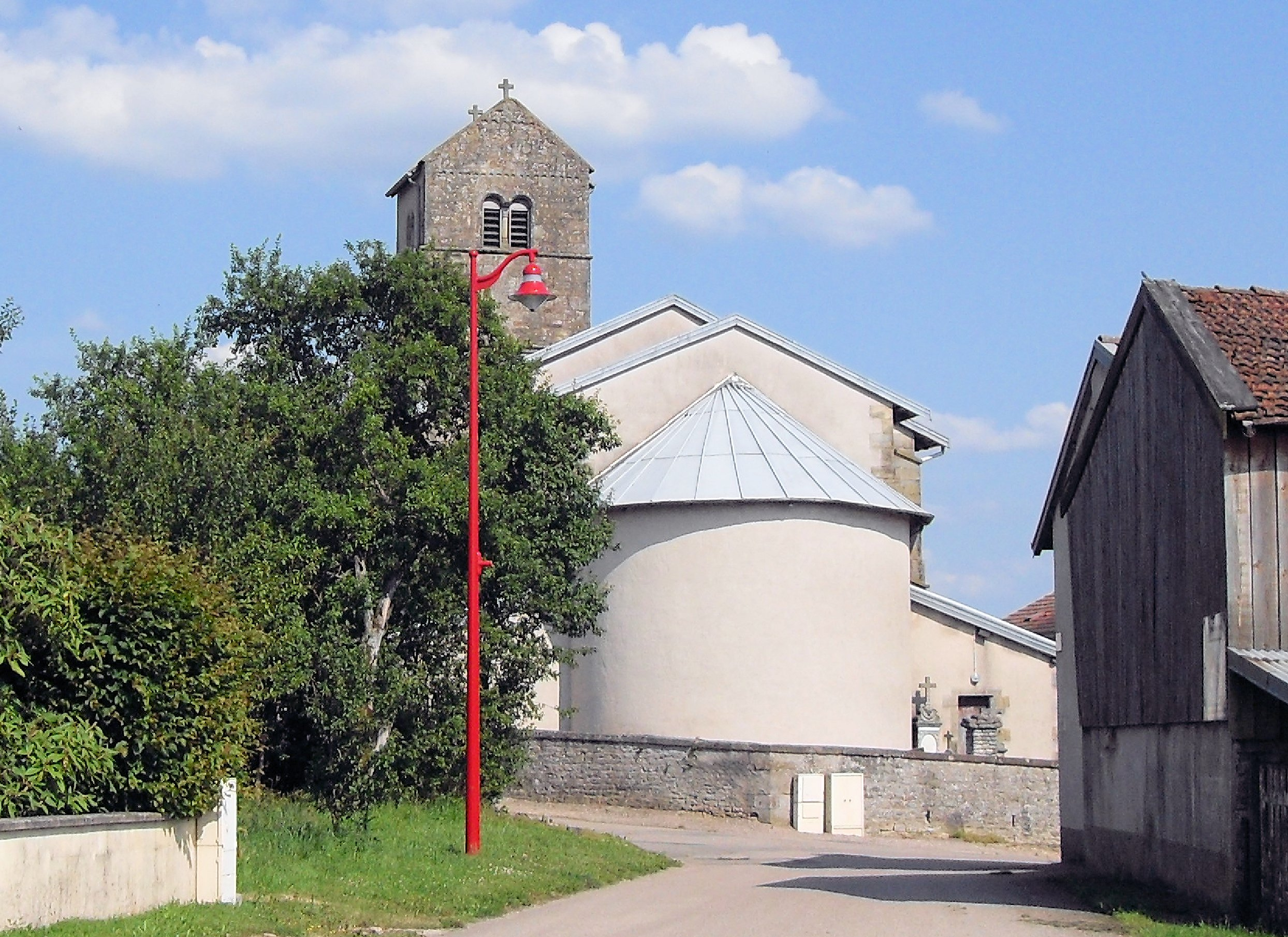
Stephanskirche